# Teorie dello sviluppo regionale
Le teorie dello sviluppo regionale fanno riferimento a matrici disciplinari diverse, tra le quali prevalgono l'economia urbana e regionale e la geografia economica, più propriamente nelle declinazioni della geografia dello sviluppo e della geografia regionale. Tuttavia, a partire dagli anni Settanta, il paradigma dello sviluppo regionale si arricchisce dei contributi derivanti dall'economia applicata interessata al fenomeno dei distretti industriali e dalla planning theory. Questo corpus teorico multidisciplinare si prefigge di descrivere e spiegare i meccanismi dello sviluppo (non solo la crescita economica) nella dimensione territoriale, affrontando le questioni dello sviluppo ineguale, delle relazioni centro-periferia e dello sviluppo endogeno.

## Teoria degli stadi di sviluppo
La teoria degli stadi di sviluppo, portata avanti negli anni cinquanta da Walt Whitman Rostow, suggerisce che vi siano degli stadi in cui una economia regionale si sviluppi e raggiunga un ottimo livello di salari e la piena occupazione.
- autosufficienza: primo stadio, economia di sussistenza;
- specializzazione: secondo stadio, agricoltura e commercio, infrastrutture;
- trasformazione: terzo stadio, industria, edilizia e lavori pubblici;
- diversificazione: quarto stadio, rafforzamento dell'industria, servizi dall'estero;
- ultimo stadio, sviluppo del terziario avanzato, esportazioni al massimo.

Se una regione si blocca in uno di questi stadi si parla di sottosviluppo.

## Teoria della base di esportazione
Secondo la teoria della base di esportazione, l'economia di una regione si basa sulle esportazioni, le uniche attività che possano dare impulso alle importazioni e quindi ad aumentare la ricchezza del territorio. Le fonti delle esportazioni portate a termine fuori dai confini regionali sono dette attività «di base», tutte le altre di «servizio» o «non di base».

## Modello neoclassico di sviluppo regionale
Il modello neoclassico di sviluppo regionale sostiene che il più importante fattore dell'economia sia l'offerta (capitale e lavoro). Secondo i teorici, vi sono due correnti contrapposte: il lavoro si trasferisce dalle regioni più povere a quelle più ricche, mentre il capitale percorre un cammino inverso. In questo modo, si arriverà ad un livellamento della condizione di vita delle due regioni.

## Modello neokeynesiano di sviluppo cumulativo

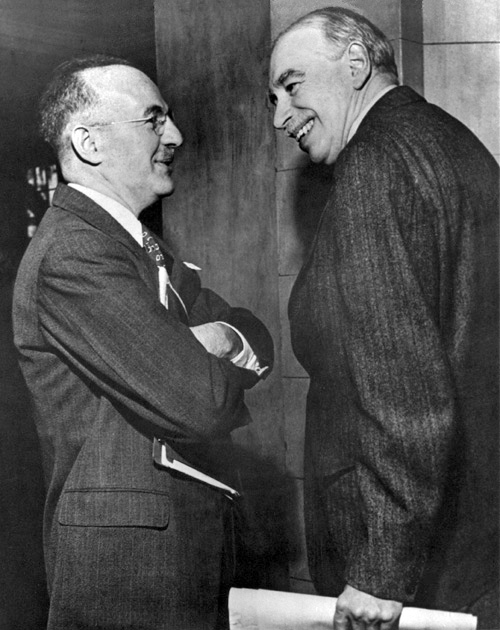
Harry White che saluta J.M.Keynes (a destra), 1946

Il modello neokeynesiano di sviluppo cumulativo, il cui nome deriva dall'economista John Maynard Keynes, sostiene che le teorie sullo sviluppo regionale devono prendere in considerazione che l'economia non è lineare né spontanea, è discontinua e non dà punti di riferimento equilibrati. Tutto ciò genera un relativismo: le teorie non possono essere generali perché in ogni regione vi sono delle peculiarità che le rendono uniche.
Il modello neokeynesiano si contrappone ulteriormente al modello neoclassico perché sostiene che la migrazione della popolazione dalle zone più povere a quelle più ricche generi ulteriori squilibri che portano le prime ad impoverirsi, perdendo la domanda interna e le forze migliori, e le seconde ad arricchirsi, aumentando la propria capacità produttiva, il mercato interno e nuovo sviluppo.

## Teoria dei poli di sviluppo
La teoria dei poli di sviluppo è stata ideata da François Perroux. Si basa sull'idea che un'agglomerazione industriale in cui ci siano delle attività che fungano da poli di sviluppo possa trainare un'intera economia e determinare il rilancio economico di un'area depressa con tanto maggiore rapidità quanto più questo è fondato su impianti industriali di grosse dimensioni (economie di scala). Tali attività, chiamate propulsive o industrie motrici, hanno un effetto detto moltiplicatore nei confronti delle altre attività. Il territorio descritto da Perroux è però astratto e topologico, quindi non reale.
Gli stadi del processo prevedono:
- una crescita produttiva iniziale data dalle industrie motrici;
- un processo di polarizzazione attorno all'attività iniziale, sia dal punto di vista sociale che demografico;
- la formazione di economie esterne;
- una crescita demografica a cui segue un aumento della domanda e anche degli investimenti.

La teoria dei poli di sviluppo, tuttavia, non tiene conto di una serie di fattori. Ovvero del fatto che non sempre lo sviluppo polarizzato può dar luogo a economie esterne; che il rilancio economico di una regione può essere fondato anche su attività terziarie; che i profitti prodotti in situ possono anche non alimentare processi di reinvestimento nell'area della localizzazione del polo industriale.